# Ibarra (Guipuscoa)
Pour les articles homonymes, voir Ibarra.
Ibarra est une commune du Guipuscoa dans la communauté autonome du Pays basque en Espagne.

### Sources
- (es) Cet article est partiellement ou en totalité issu de l’article de Wikipédia en espagnol intitulé « Ibarra (Guipúzcoa) » (voir la liste des auteurs).